# Петроконово
Петроко́ново (рос. Петроконово) — присілок в Кезькому районі Удмуртії, Росія.
Населення — 23 особи (2010; 24 в 2002).
Національний склад станом на 2002 рік:
- росіяни — 100 %

Урбаноніми:
- вулиці — Молодіжна